# (2362) Mark Twain
(2362) Mark Twain ist ein Asteroid des Hauptgürtels, der von dem sowjetischen Astronomen Nikolai Tschernych am 24. September 1976 am Krim-Observatorium in Nautschnyj (IAU-Code 095) entdeckt wurde.
Der Asteroid wurde nach dem US-amerikanischen Schriftsteller Mark Twain (1835–1910) benannt, dessen bekannteste Werke die Bücher über die Abenteuer von Tom Sawyer und Huckleberry Finn sind.